# Thor (system obrony)
Thor – izraelski laserowy system obrony produkcji Rafaela przeznaczony do neutralizacji min, improwizowanych ładunków wybuchowych, niewybuchów, amunicji kasetowej i pocisków moździerzowych. W izraelskiej armii używany pod nazwą Esz kara (hebr. אש קרה, pol. zimny ogień). System może być montowany na pojazdach opancerzonych oraz samochodach. Składa się z uchwytu na ciężki karabin maszynowy oraz urządzenia generującego wiązkę laserową. Thor został pierwszy raz zaprezentowany w 2006 roku.

## Opis konstrukcji
System Thor składa się ze zdalnie sterowanego modułu uzbrojenia (ang. RCWS) Mini-Samson firmy Rafael oraz chłodzonego cieczą urządzenia generującego wiązkę laserową. Moduł Mini-Samson zapewnia możliwość użycia broni kalibru 12,7 mm (M2HB), 7,62 mm (np. GAU-17 lub FN MAG), a także granatnika Mk 19 kalibru 40 mm. Do tego można zamontować wyrzutnie pocisków Spike lub moduł lasera. Thor zasilany jest zestawem akumulatorów o mocy 400 W, napięciu 24 V ładowanych z pojazdu. Celowanie zapewniają dwie kamery z matrycami CCD, jedna dla systemu Thor, druga dla broni maszynowej lub granatnika oraz dalmierza laserowego. Urządzenie generujące wiązkę laserową ma moc wyjściową 2000 W. Skuteczny zasięg mieści się w przedziale od 10 do 2500 m. Zestaw RCWS Mini-Samson waży 250 kg, po zamontowaniu systemu Thor 600 kg, a Rafael podaje, że może być to nawet 1100 kg. Thor może być montowany na pojazdach opancerzonych, samochodach, może być używany stacjonarnie lub przez oddziały saperskie.
Thor przeznaczony jest do niszczenia improwizowanych ładunków wybuchowych, niewybuchów, amunicji kasetowej, min, pocisków moździerzowych. Może się to odbyć się poprzez użycie wiązki lasera lub ostrzał celu.
Firma Rafael podpisała porozumienie z General Dynamics Ordnance and Tactical Systems, które umożliwiłoby wprowadzenie Thora na rynek amerykański.

## Użytkownicy
Armia Obrony Izraela
System Thor znajduje się na wyposażeniu armii izraelskiej. Wykorzystywany jest głównie przez Dywizję Gazy, która strzeże i monitoruje granicę ze Strefą Gazy.
W 2018 roku pojawiła się pierwsza informacja o użyciu systemu przez armię izraelską. Miało to mieć miejsce 20 grudnia 2017 roku na granicy z Gazą, gdzie dokonać miano detonacji podłożonego ładunku wybuchowego. Według doniesień system Thor był wykorzystywany przez wojsko wcześniej, ale nie powszechnie, ponieważ międzynarodowe prawo zabrania użycia lasera, który mógłby powodować poważne obrażenia i poparzenia.